# Plockflötjer
Plockflötjer, hochdeutsch Pflockschnitzer, waren um 1900 Arbeiter, die knapp 20 mm lange Holznägel schnitzten, die die Schuhmacher zum Besohlen von Schuhen und Stiefeln gebrauchten. Diesen Arbeitern, auch „Flötjern“ genannt, wurden Pausen und Arbeitsenden durch lautes „Flötjen“ angekündigt, einem durch Fabrik-Dampfpfeifen weithin zu hörenden Signal. Ein bekannter Plockflötjer war der ehemalige Mühlenbauer und Meister bei den Plockflötjern Karl Forcke, der Vater des Fahrradteile-Herstellers Carl Heinrich Forcke.
Noch Ende des 20. Jahrhunderts erinnerte die Gaststätte Zum Flötjer in der Karl-Kraut-Straße in Hannover im Stadtteil List an die Zeit der Plockflötjer.